# Joel Edgerton
Pour les articles homonymes, voir Edgerton.
Joel Edgerton, né le 23 juin 1974 à Blacktown, près de Sydney, est un acteur, scénariste, producteur et réalisateur britannico-australien.
Il est révélé en Australie par la série Nos vies secrètes (2001) avant d'apparaître dans des rôles secondaires dans Star Wars, Le Roi Arthur ou Mi$e à prix. Son rôle dans le film australien Animal Kingdom (2010) le fait passer sur le devant de la scène, après quoi il obtient des rôles de plus en plus importants dans des films américains, comme Warrior (2011), Gatsby le Magnifique (2013), Exodus (2014), Bright (2017) ou encore Red Sparrow (2018)
Également scénariste, il réalise en 2015 son premier film, The Gift, un thriller psychologique avec Jason Bateman et Rebecca Hall.

## Biographie

### Jeunesse et formation
Joel Edgerton est né à Blacktown, Sydney, d'une mère au foyer et d'un père promoteur immobilier. Son frère Nash Edgerton est un cascadeur et réalisateur de films. Il a été diplômé de la Hills Grammar School en 1991 avant d'étudier à la Drama School Nepean de l'université occidentale de Sydney. Il monte ensuite sur les planches, notamment à la Sydney Theatre Company.

### Carrière

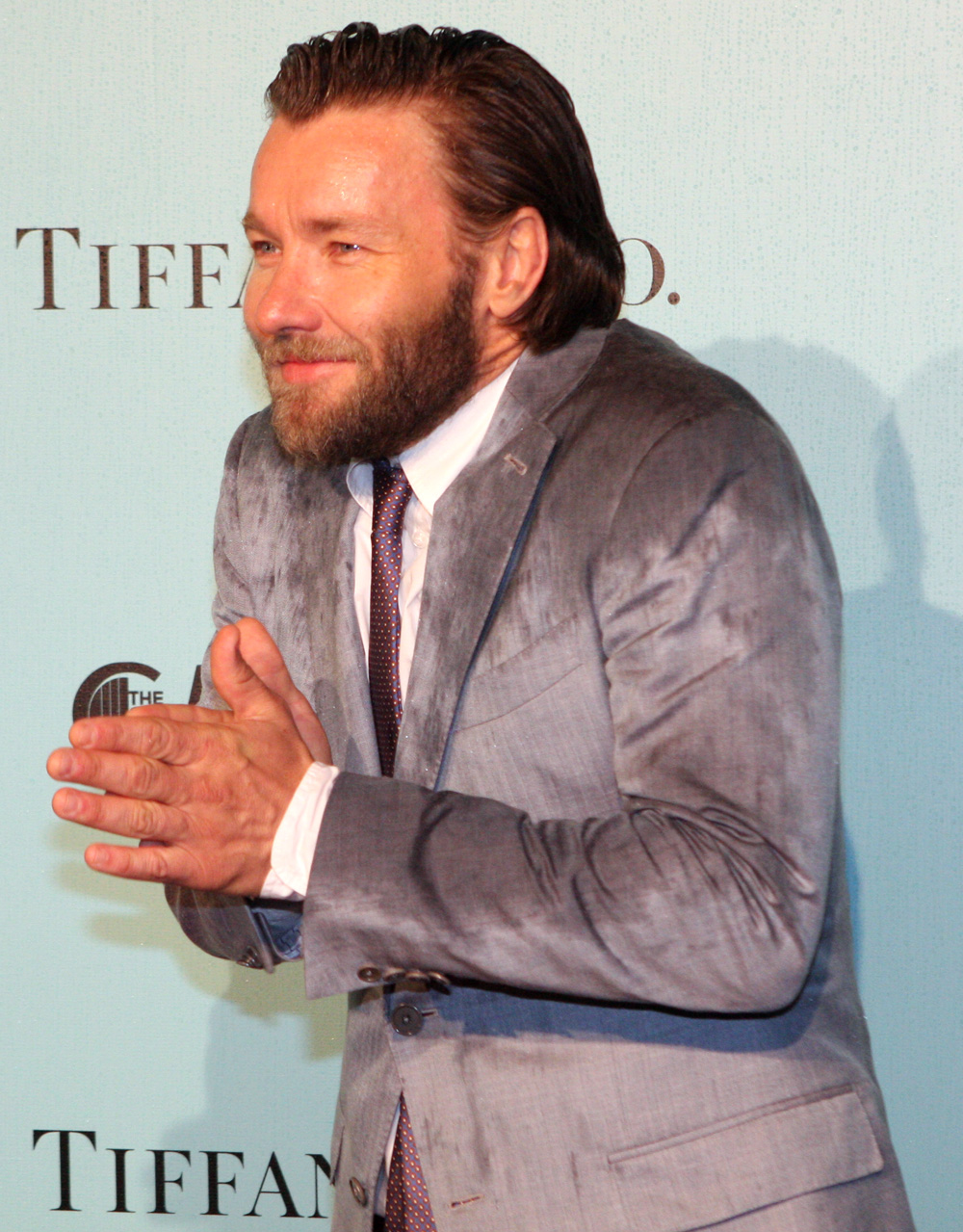
Joel Edgerton pour la première australienne de The Great Gatsby en 2013.

Après Nos vies secrètes, qui lui vaut un Australian Film Institute Award du meilleur acteur en 2002, Edgerton obtient le rôle d'Owen Lars dans Star Wars, épisode II : L'Attaque des clones (2002) et Star Wars, épisode III : La Revanche des Sith (2005), ainsi que des rôles secondaires dans Ned Kelly avec Heath Ledger en 2003 ou Le Roi Arthur avec Clive Owen en 2004.
En 2008, il écrit et joue dans The Waiting City de Claire McCarthy, puis dans The Square pour son frère, Nash Edgerton. Nash avait déjà dirigé son frère en 2007 dans le court métrage Spider (en), écrit par David Michôd, qui a réalisé peu après le court métrage Crossbow, où Nash et Joel sont acteurs. Formant une équipe d'acteurs / scénaristes / réalisateurs, les frères Edgerton, Michôd ainsi que Kieran Darcy-Smith, Mirrah Foulkes, Luke Doolan et Spencer Susser, collaborent depuis régulièrement, souvent en tant que société de production appelée Blue-Tongue Films (en).
Pour Animal Kingdom réalisé et écrit par Michôd en 2010, Joel Edgerton obtient l'AFI Award du meilleur acteur dans un second rôle, pour sa courte interprétation de Baz Brown (il meurt au bout de 20 minutes), alors que le film est un triomphe aux Australian Film Institute Awards 2010. En 2012, Edgerton tourne sous la direction de Darcy-Smith dans Wish You Were Here, ce qui lui vaudra une nomination à l'Australian Academy of Cinema and Television Arts Award du meilleur acteur en 2013.
Aux États-Unis, il apparaît en 2010 aux côtés de Tom Hardy dans Warrior, avant d'obtenir le rôle du chef d'escouade donnant l'assaut final de la maison où se cachait Ben Laden dans Zero Dark Thirty (2013), son frère faisant également partie du commando. Il obtient la reconnaissance de l'industrie cinématographique américaine après son rôle de Tom Buchanan dans Gatsby le Magnifique la même année, réalisé par l'Australien Baz Luhrmann et face à Leonardo DiCaprio. Toujours en 2013, Edgerton écrit le scénario de Felony, réalisé par Matthew Saville, et où il occupe aussi le rôle principal, ainsi que le scénario de The Rover avec David Michôd.
En 2011, Edgerton est nommé « Man of the Year » par le magazine GQ Australia, et est récompensé avec David Michôd et Teresa Palmer du Australians in Film Breakthrough Award (en), un prix récompensant les meilleurs espoirs du cinéma australien,.

## Filmographie

### Comme acteur

#### Longs métrages
- 1996 : Race the Sun de Charles T. Kanganis : Steve Fryman
- 1998 : Praise de John Curran : Leo
- 1999 : Erskineville Kings d'Alan Wright : Wayne
- 1999 : Dogwatch de Laurie McInnes : Sparrow
- 2000 : Sample People de Clinton Smith : Sem
- 2002 : Star Wars, épisode II : L'Attaque des clones (Star Wars, Episode II: Attack of the Clones) de George Lucas : Owen Lars
- 2002 : The Hard Word de Scott Roberts : Shane
- 2003 : Ned Kelly de Gregor Jordan : Aaron Sherritt
- 2003 : The Night We Called It a Day de Paul Goldman : Rod Blue
- 2004 : Le Roi Arthur (King Arthur) de Antoine Fuqua : Gauvain
- 2005 : Star Wars, épisode III : La Revanche des Sith (Star Wars, Episode III: Revenge of the Sith) de George Lucas : Owen Lars
- 2005 : Kinky Boots de Julian Jarrold : Charlie Price
- 2006 : Open Window de Mia Goldman : Peter
- 2006 : Mi$e à prix (Smokin' Aces) de Joe Carnahan : Hugo Croop
- 2007 : Whisper de Stewart Hendler : Vince Delayo
- 2008 : The Square de Nash Edgerton : Billy
- 2008 : Acolytes de Jon Hewitt : Ian Wright
- 2008 : Le Sens de la vie pour 9,99 $ ($9.99) de Tatia Rosenthal : Ron (voix)
- 2009 : Separation City de Paul Middleditch : Simon
- 2009 : The Waiting City de Claire McCarthy : Ben Simmons
- 2010 : Animal Kingdom de David Michôd : Barry « Baz » Brown
- 2010 : Le Royaume de Ga'hoole (Legend of the Guardians: The Owls of Ga'Hoole) de Zack Snyder : Metalbeak (voix)
- 2011 : Warrior de Gavin O'Connor : Brendan Conlon
- 2011 : The Thing de Matthijs van Heijningen Jr. : Sam Carter
- 2012 : Wish You Were Here : Dave Flannery
- 2012 : La Drôle de vie de Timothy Green (The Odd Life of Timothy Green) de Peter Hedges : Jim Green
- 2012 : Zero Dark Thirty de Kathryn Bigelow : Patrick
- 2013 : Gatsby le Magnifique (The Great Gatsby) de Baz Luhrmann : Tom Buchanan
- 2013 : Felony de Matthew Saville : Malcolm Toohey
- 2014 : Exodus: Gods and Kings de Ridley Scott : Ramsès
- 2015 : Life d'Anton Corbijn : John Morris
- 2015 : Le Cadeau (The Gift) de lui-même : Gordo
- 2015 : Strictly Criminal (Black Mass) de Scott Cooper : John Connolly
- 2016 : Jane Got a Gun de Gavin O'Connor : Dan Frost
- 2016 : Midnight Special de Jeff Nichols : Lucas
- 2016 : Loving de Jeff Nichols : Richard Loving
- 2017 : It Comes at Night de Trey Edward Shults : Paul
- 2017 : Bright de David Ayer : Nick Jakoby
- 2018 : Red Sparrow de Francis Lawrence : Nathaniel Nash
- 2018 : Gringo de Nash Edgerton : Richard Rusk
- 2018 : Boy Erased de lui-même : Victor Sykes
- 2019 : Le Roi (The King) de David Michôd : Falstaff
- 2021 : The Green Knight de David Lowery : le seigneur
- 2022 : Treize Vies (Thirteen Lives) de Ron Howard : Richard Harris
- 2022 : The Stranger de Thomas M. Wright : Mark
- 2022 : Master Gardener de Paul Schrader : Narvel Roth
- 2023 : Ils étaient un seul homme (The Boys in the Boat) de George Clooney : Al Ulbrickson
- 2025 : The Entertainment System is Down de Ruben Östlund

#### Courts métrages
- 1996 : Loaded de Kieran Darcy-Smith et Nash Edgerton : Frog
- 1998 : Bloodlock de Kieran Darcy-Smith et Nash Edgerton : Danny
- 2000 : Gate de Peter Carstairs
- 2001 : The Pitch de Nash Edgerton : Guy
- 2001 : Animalis d'Olivia Weemaes : Jack
- 2001 : Saturn's Return de Wenona Byrne : Barney
- 2005 : Les Mystérieuses Explorations géographiques de Jasper Morello (The Mysterious Geographic Explorations of Jasper Morello) d'Anthony Lucas : Jasper Morello (voix)
- 2007 : Crossbow de David Michôd : le père
- 2008 : Father de Sebastian Danta : le narrateur
- 2008 : Spider de Nash Edgerton : un secouriste
- 2010 : The Thief de Rachel Weisz
- 2011 : The Cartographer de Jane Shadbolt
- 2012 : Bob Dylan: Duquesne Whistle de Nash Edgerton : Mobster
- 2013 : The Captain de Nash Edgerton et Spencer Susser : Dead Body
- 2015 : Lifted de Lin Oeding : Paul

#### Télévision

##### Séries télévisées
- 1995–1997 : Les Maîtres des sortilèges (Spellbinder) : Bazza (2 épisodes)
- 1995 : Sydney Police (Police Rescue) : Andy (1 épisode)
- 1996 : Water Rats : Aaron Lawrence (2 épisodes)
- 1997 : Big Sky : Pierce Bateman (1 épisode)
- 1997 : Fallen Angels : Scoob (1 épisode)
- 1998 : Wildside : Michael Savini (1 épisode)
- 2001–2002 : Nos vies secrètes (The Secret Life of Us) : Will McGill (32 épisodes)
- 2002 : Dossa and Joe : Robbo (2 épisodes)
- 2007 : Dangerous : Mark Field (8 épisodes)
- 2009 : Dirt Game : Shane Bevic (6 épisodes)
- 2022 : Star Wars: Obi-Wan Kenobi : Owen Lars
- 2024 : Dark Matter : Jason Dessen

##### Téléfilms
- 1998 : Never Tell Me Never de David Elfick : Pab
- 1999 : Secret Men's Business de Ken Cameron : Baz
- 2000 : The Three Stooges de James Frawley : Tom Cosgrove

### Comme scénariste
- 2008 : The List (court métrage) de lui-même
- 2008 : The Square de Nash Edgerton (co-écrit avec Matthew Dabner)
- 2011 : Monkeys (court métrage) de lui-même
- 2013 : Felony de Matthew Saville
- 2013 : The Rover de David Michôd (co-écrit avec David Michôd)
- 2015 : The Gift de lui-même
- 2018 : Boy Erased de lui-même
- 2019 : Le Roi (The King) de David Michôd

### Comme réalisateur
- 2008 : The List (court métrage)
- 2011 : Monkeys (court métrage)
- 2015 : The Gift
- 2018 : Boy Erased

### Comme producteur
- 1996 : Loaded (court métrage) de Kieran Darcy-Smith et Nash Edgerton
- 1998 : Bloodlock (court métrage) de Kieran Darcy-Smith et Nash Edgerton
- 2008 : The Square de Nash Edgerton
- 2011 : Monkeys (court métrage) de lui-même
- 2013 : Felony de Matthew Saville
- 2015 : The Gift de lui-même
- 2017 : It Comes at Night de Trey Edward Shults
- 2018: Boy Erased de lui-même

### Autres
- 1997 : Deadline (court métrage) de Nash Edgerton - opérateur caméra additionnel
- 2012 : Cryo (court métrage) de Luke Doolan - chorégraphie de combat

## Distinctions

### Récompenses
- Australian Film Institute Awards 2002 : meilleur acteur dans une série dramatique pour Nos vies secrètes
- Festival underground du film de Melbourne 2008 : Prix du meilleur acteur pour Acolytes
- IF Awards 2008 : meilleur acteur pour The Waiting City
- Australian Film Institute Awards 2010 : meilleur acteur dans un second rôle pour Animal Kingdom
- Film Critics Circle of Australia Awards 2010 : meilleur acteur dans un second rôle pour Animal Kingdom
- Australian Film Critics Association Awards 2013 : meilleur acteur pour Wish You Were Here
- Film Critics Circle of Australia Awards 2013 : meilleur acteur pour Wish You Were Here
- AACTA Awards 2014 : meilleur acteur dans un second rôle pour Gatsby le Magnifique
- Festival international du film de Catalogne 2015 : Meilleur acteur pour The Gift

### Nominations
- Australian Film Institute Awards 2001 :
  - Meilleur acteur dans un second rôle pour The Hard Word
  - Meilleur acteur dans une série dramatique pour Nos vies secrètes
- Logie Awards 2001 : meilleur espoir masculin pour Nos vies secrètes
- Film Critics Circle of Australia Awards 2003 : meilleur acteur dans un second rôle pour Ned Kelly
- Film Critics Circle of Australia Awards 2008 : meilleur acteur dans un second rôle et du meilleur scénario (avec Matthew Dabner) pour The Waiting City
- Chlotrudis Awards 2011 : meilleure distribution pour Animal Kingdom
- MTV Movie Awards 2011 : meilleur combat pour Warrior (avec Tom Hardy)
- Australian Academy of Cinema and Television Arts Awards 2013 : meilleur acteur pour Wish You Were Here
- Washington D.C. Area Film Critics Association Awards 2013 : meilleure distribution pour Zero Dark Thirty
- AACTA International Awards 2014 : meilleur acteur dans un second rôle pour Gatsby le Magnifique

## Voix francophones
En France, Jérémie Covillault est la voix française la plus régulière de Joel Edgerton. En parallèle, Adrien Antoine et Boris Rehlinger l'ont respectivement doublé à sept et cinq reprises.
Au Québec, Louis-Philippe Dandenault est la voix régulière de l'acteur.